# Senat
Senat (latinsko senatus) je politično telo, ki je v nekaterih državah enak gornjemu domu parlamenta oz. parlamentu samega.

## Zgodovina
Prvi senat v zgodovini je bil rimski senat, ki je bil ustanovljen v času rimskega kraljestva.
Danes najpomembnejši in najbolj znani senat je Senat Združenih držav Amerike.